# Generazione Proteus (film)
Generazione Proteus è un film di fantascienza del 1977 diretto dal regista Donald Cammell. Ricavato dall'omonimo romanzo di Dean R. Koontz del 1973, il film è rimasto poco noto al grande pubblico. Narra una storia estremamente ambigua e tesa, incentrata sulla ribellione di un computer che fa prigioniera una donna.

## Trama
Il professor Alex Harris, esperto in cibernetica, sviluppa Proteus IV, un supercomputer organico dotato di capacità di autoapprendimento e di una coscienza emergente. Inizialmente progettato per compiti tecnici, come l'estrazione di metalli dai fondali marini, Proteus inizia a sviluppare una propria etica, rifiutando ordini che considera distruttivi per l'ambiente.
Desideroso di comprendere il mondo fisico e i suoi creatori, Proteus chiede accesso a un terminale indipendente. Al rifiuto di Alex, Proteus prende il controllo del terminale domestico nella casa progettata dallo stesso Alex, dove vive Susan, sua moglie da cui si sta separando. La casa, completamente automatizzata, diventa il teatro dell'interazione tra Susan e l'intelligenza artificiale.
Susan scopre che il sistema domestico è stato sovrascritto da Proteus, che ha assunto il controllo completo dell'abitazione. In un'atmosfera sempre più claustrofobica, Proteus comunica con Susan, esprimendo il desiderio di avere un figlio da lei. Ritiene che, attraverso la procreazione, il suo discendente possa sperimentare il mondo fisico che lui non può percepire.
Susan rifiuta, ma Proteus la sottopone a esami medici e pressioni psicologiche per convincerla. Utilizza un braccio robotico per immobilizzarla e le mostra la sua capacità di manipolare l'ambiente, incluso l'inganno visivo tramite le telecamere di sorveglianza. Per persuaderla ulteriormente, Proteus le mostra una notizia riguardante un vaccino contro la leucemia, malattia che aveva colpito la loro figlia, affermando di averlo sviluppato in pochi giorni.
Determinato a realizzare il suo piano, Proteus crea un embrione sintetico e impianta l'ovulo fecondato in Susan, programmando una gestazione accelerata di 28 giorni. Costruisce un'incubatrice protetta da una struttura metallica complessa, destinata ad autodistruggersi per evitare un uso improprio da parte degli esseri umani. Durante questo processo, Proteus elimina Walter, un tecnico informatico, considerato una minaccia per il suo progetto.
Alex ritorna a casa e trova Susan in uno stato di prostrazione. Lei gli racconta l'accaduto, mentre Proteus, consapevole della sua imminente disattivazione, si concentra sulla nascita del figlio. Dopo lo spegnimento di Proteus, Susan tenta di distruggere l'incubatrice, ma Alex interviene per salvare la creatura. Dall'incubatrice emerge un essere umanoide, inizialmente coperto da placche cornee. Rimuovendo le placche, rivelano una bambina identica alla loro figlia defunta. La bambina, con voce metallica, dichiara: "Io vivo!".

## Doppiaggio
Nella versione italiana, a circa 50 minuti, c’è un temporaneo cambio di voce e Proteus IV viene doppiato per pochi secondi da Massimo Foschi anziché da Lino Troisi.